# Pickworth (Rutland)
Pickworth is een civil parish in het bestuurlijke gebied Rutland, in het Engelse graafschap Rutland met 81 inwoners.